# 中村徹雄

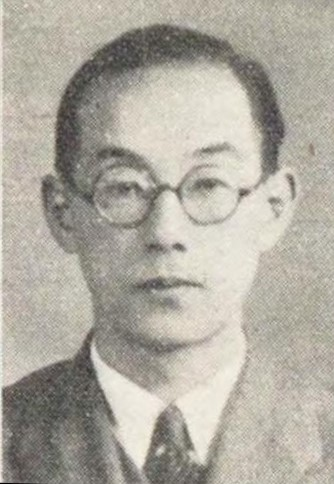
中村徹雄

中村 徹雄（なかむら てつお、1911年（明治44年）12月28日 - 1975年（昭和50年）7月5日）は、昭和期の政治家、華族。貴族院男爵議員。

## 経歴
鉄道院技師・中村謙一の長男として生まれる。父の死去に伴い、1943年（昭和18年）4月1日、男爵を襲爵した。
1937年（昭和12年）東京帝国大学経済学部を卒業。同年、浅野物産に入社した。
1946年（昭和21年）6月29日、貴族院男爵議員補欠選挙で当選し、公正会に所属して活動し1947年（昭和22年）5月2日の貴族院廃止まで在任した。墓所は多磨霊園。

## 家族・親族
- 母 玉枝（宮岡恒次郎長女）[1][4]
- 妻 槻子（つきこ、辻村常助二女）[1]
- 長男 俊介[9]